# Irmã Ignatia
Mary Ignatia Gavin, C.S.A., (1 de janeiro de 1889 – 1 de abril de 1966) era uma irmã religiosa americana nascida na Irlanda, mais conhecida como Irmã Ignatia, pertencente às Irmãs da Caridade de Santo Agostinho, que servia como enfermeira. No decorrer de seu trabalho, ela se envolveu no cuidado de pessoas que sofrem de alcoolismo, trabalhando com Bob Smith, um co-fundador do que se tornou Alcoólicos Anônimos. Neste trabalho ela ficou conhecida como o "Anjo da Esperança" do alcoólatra.

## Vida anterior

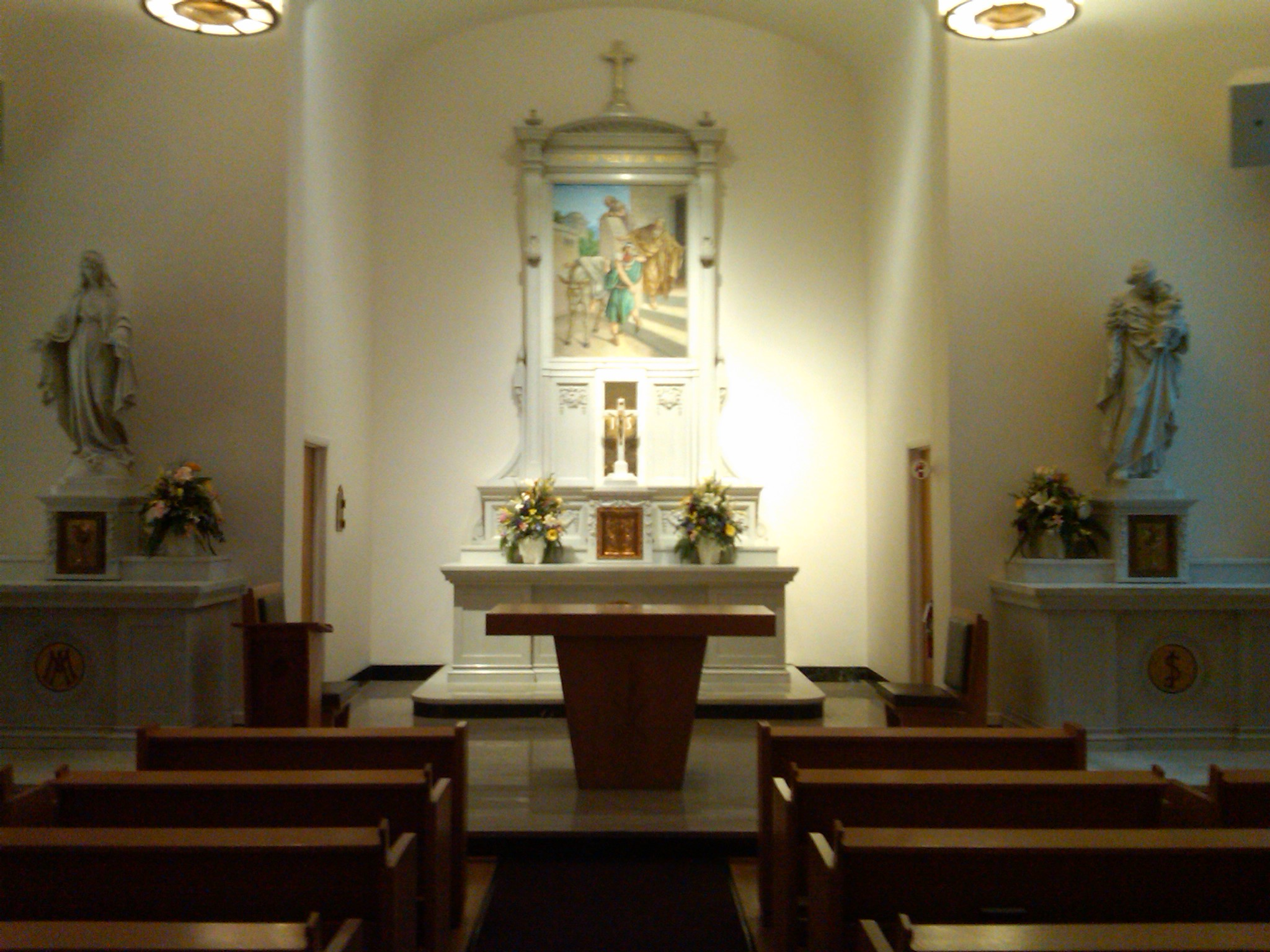
A capela cristã do St. Thomas Hospital, instituição em que a Irmã Ignatia trabalhava.

Ela nasceu Bridget Della Mary Gavin em 1 de janeiro de 1889 filha de Barbara Neary e seu marido, que vivia em uma pequena parcela de terra agrícola chamada Gavin's Field em Shanvalley, Burren, Condado de Mayo, Irlanda, então parte do Reino Unido da Grã-Bretanha e Irlanda. Tendo se mudado para os Estados Unidos, em 1914 ingressou nas Irmãs da Caridade de Santo Agostinho em Ohio, ocasião em que recebeu o nome religioso de Irmã Mary Ignatia. Música habilidosa, ela foi designada para ensinar música. Ela fez isso por cerca de dez anos, mas achou "muito agitado" e sofreu um colapso nervoso. Quando ela se recuperou, foi designada por sua congregação religiosa para trabalhar no escritório de admissões do Hospital St. Thomas em Akron, Ohio .
Na década de 1930, Gavin era o responsável pelas internações no hospital. Apesar de sua política de não tratar "bêbados", ela começou a fazê-lo furtivamente em 1934. Em 16 de agosto de 1935, munida de um diagnóstico médico de gastrite aguda emitido por Smith, que era um membro da equipe de cortesia do hospital, ela internou um paciente alcoólatra no hospital, tornando-o o primeiro no mundo a tratar o alcoolismo como uma condição médica. Esse paciente seria o primeiro de milhões a participar do programa de recuperação de doze passos, o início de Alcoólicos Anônimos.
Muitas das ideias dos Alcoólicos Anônimos, incluindo o uso de fichas para marcar marcos na sobriedade, foram introduzidas por Gavin. Ela daria aos alcoólatras que saíam do St. Thomas Hospital um medalhão do Sagrado Coração de Jesus, instruindo-os que a aceitação do medalhão representava um compromisso com Deus, com AA e com a recuperação. Ela acrescentou que se eles fossem beber, deveriam primeiro devolver o medalhão.
Gavin foi a primeiro a reconhecer o uso do café para alcoólatras, insistindo que ele estaria disponível gratuitamente em todas as fases da recuperação. Quando ela foi transferida para o St. Vincent Charity Hospital de sua congregação em Cleveland, ela se recusou a ceder na inclusão de um café para a ala que estava montando para alcoólatras naquela instituição, Rosary Hill Solarium. Este foi um nome parcialmente inspirado nas iniciais do próprio Smith.
Entre 1935 e 1965, Gavin tratou com sucesso milhares de alcoólatras. Ela foi pioneira no reconhecimento do alcoolismo entre padres e religiosas. Ela foi lembrada por sua bondade, honestidade e amor sem julgamentos.

## Honras
Em março de 1961, Gavin recebeu uma carta pessoal do Presidente John F. Kennedy, reconhecendo seu serviço, que ela aceitou, não para si mesma, mas em nome de sua congregação religiosa e profissão.
A edição de 10 de março de 2008 da revista Modern Healthcare relatou que Gavin foi homenageada em 2008 em seu "Hall da Fama de Assistência à Saúde".
Em 2008, uma parte da East 22nd Street em Cleveland foi rebatizada de "Ir. Ignatia Way" em homenagem a seu serviço no St. Vincent Charity Hospital (localizado naquela mesma rua).

## Vida posterior
Gavin continuou como enfermeira até maio de 1965, quando foi enviada para se aposentar na casa-mãe da congregação em Richfield, Ohio. Ela morreu lá onze meses depois, em 1º de abril de 1966, aos 77 anos. Ela foi enterrada no cemitério da casa mãe. A multidão em seu funeral foi estimada em cerca de 3.000 pessoas, incluindo Bill W., o co-fundador dos Alcoólicos Anônimos.
O alcoólatra merece simpatia. A caridade cristã e o cuidado inteligente são necessários para que, com a graça de Deus, ele ou ela tenha a oportunidade de aceitar uma nova filosofia de vida.

- Irmã Ignatia, C.S.A.